# よゐこ部
『よゐこ部』（よいこぶ）は、一部TBS系列局で放送された毎日放送（MBSテレビ）製作のバラエティ番組である。制作局の毎日放送では、2008年4月8日から2010年12月21日まで毎週火曜23:55 - 翌0:55 (JST) に放送。前身番組の『よゐこのワケアリ』から続くお笑いコンビ・よゐこの冠番組である。

## 概要
体育会系から文化系まで幅広い『部活動』に、よゐこの2人とMBSアナウンサーの吉竹史がジャージ姿になって関西各地で挑戦する。
前身番組『よゐこのワケアリ』ではスタジオトークとVTRによる構成であったが、本番組では全編ロケーション撮影での放送となった。
番組開始当初はレギュラー出演者3名のみの出演だったが、有野が肺膿瘍で病欠した回から代役として「仮入部員」と呼ばれるゲストも出演するようになり、有野復帰後もこのスタイルが継続された。ゲストには関東系事務所所属のタレントも出演した。
2009年4月18日からTBSでもネットされ、毎週土曜17:00からの30分番組として放送が開始された。
2010年4月より、毎日放送は放送時間が23:50と5分繰り上がり、TBSでは毎週金曜（木曜深夜）0:55に枠移動。
2010年9月より、毎日放送は再び放送時間が23:55に戻り、23:50からは直前番組『もうすぐ』が放送された。
2010年12月21日の放送を以て終了した。毎日放送では水曜の同時間帯に放送されている『ジャイケルマクソン』も同年12月22日を以って終了した。

## 出演
部長（司会）
- 濱口優

部員（アシスタント）
- 有野晋哉（放送部#1・#2、生物部#3・#4、写真部#2の5週分を病欠）
- 吉竹史

仮入部員（ゲスト）
- 愛内里菜（民俗学研究部#1）
- 相澤仁美（図工部#2・#3）
- 秋山莉奈（料理部#4・#12、食物部#4、生物部、生物部SP強化合宿石垣島編）
- アメリカザリガニ（生物部#8・#9大阪城北外濠&内濠、合唱部#1）
- 有坂来瞳（料理部#2）
- アンガールズ（料理部#17）
- 安藤沙耶香（食物部#10）
- 池田夏希（料理部#10）
- 市井紗耶香（手芸部、料理部#12）
- 堤下敦（インパルス）（文芸部#7、クイズ研究部#4）
- ウド鈴木（キャイ～ン）（図工部#1、理科部#3）
- 遠藤章造（ココリコ）（文芸部#5）
- 太田在（手芸部）
- オードリー（食物部#7大阪環状線編・#12大阪御堂筋編）
- 加護亜依（美術部#2）
- ガダルカナル・タカ（料理部#5）
- 勝俣州和（料理部#2）
- 川田広樹（ガレッジセール）（生物部）
- 北川えり（自動車部#1）
- 木下隆行（TKO）（放送部#2・#3、生物部#6・#9、料理部#1・#2・#3、写真部#3・#4、文芸部#1・#2、演劇部#1、帰宅部#1※）
- 木本武宏（TKO）（放送部#2・#3、生物部#6・#9・#15・#16、写真部#3・#4、文芸部#1・#2、料理部#3、帰宅部#1※、民俗学研究部#2、食物部）
- ギャル曽根（食物部#11）
- 来栖正之アナウンサー（生物部#9・#14）
- 小阪由佳（生物部#7西表島合宿）
- こまつ（音楽部#2「カッコブラス選手権」）
- 小籔千豊（写真部#2・#5、美術部#2、民俗学研究部#1、帰宅部#1※、放送部#4）
- ゴリ（ガレッジセール）（映画研究部#1・#2・#3）
- 斎藤裕美アナウンサー（生物部#9・#14、音楽部#2） 美術部#2で似顔絵のモデルとして出演。
- サンドウィッチマン (食物部#14京阪沿線編）
- 庄司智春（品川庄司）（文芸部#4、写真部#9・#10）
- 杉浦太陽（料理部#1、文芸部#3）
- 杉原杏璃（食物部#12）
- 杉本有美（放送部#4、食物部#2・#8）
- スピードワゴン (食物部#15名古屋編）
- 角淳一（放送部#1）
- 世界のナベアツ（クイズ研究部#1・#2・#3、食物部#10、生物部）
- 高橋ジョージ（文芸部#3）
- 高部あい（料理部#5・#6、生物部#10・SP奄美大島合宿、文芸部#6、クイズ研究部#3）
- 辰巳奈都子（音楽部#2）
- 谷桃子（鉄道研究部#1、クイズ研究部#1、文芸部#7）
- 出川哲朗（食物部#3・#4）
- 寺門ジモン（ダチョウ倶楽部）（生物部#10）
- 向清太朗（天津）（漫画研究部#1、自動車部#1）
- なすなかにし（生物部#4）
- 中川翔子 (食物部#14京阪沿線編）
- 夏川純（文芸部#4・#5、料理部#10）
- 西川史子（文芸部#4※）
- 錦野旦（陸上部#2）
- ぬまっち（自動車部#1、生物部#16）
- NON STYLE（料理部#7・#8・#11・#14）
  - 井上裕介（NONSTYLE）（登山部）
- 博多大吉（博多華丸・大吉）（漫画研究部#1、食物部#11）
- 博多華丸（博多華丸・大吉）（食物部#11）
- バッファロー吾郎（漫画研究部#2）
- 諸見里大介（ハム）（映画研究部#1・#2・#3）
- 原幹恵（食物部#1・#3）
- 原田まりる（漫画研究部#1）
- はるな愛（合唱部#1）
- 広海・深海（生物部#13・#14 ）
- 藤井尚之（音楽部#2）
- 原西孝幸（FUJIWARA）（生物部#15、料理部#18）
- フルーツポンチ（生物部#16）
- ペナルティ（料理部#10）
- 細川茂樹（文芸部#4※）
- 北陽（食物部）
- ボビー・オロゴン（食物部#8、料理部#18）
- 岡田圭右（ますだおかだ）(食物部#2)
- 増田英彦（ますだおかだ）（民俗学研究部#1、食物部10000歩企画でも電話出演することがある）
- 松井愛アナウンサー（生物部#8）
- 松下幸司（映画研究部#2）
- 松野明美（美術部#3）
- 眞鍋かをり（文芸部#5）
- みうらじゅん（料理部#5※）
- 宮地真緒（漫画研究部#2）
- 本山華子（理科部#3）
- 森はるか（クイズ研究部#2）
- 森下千里（料理部#1・#9、文芸部#1、食物部#15名古屋編）
- 安田大サーカス（生物部#11・#13、クイズ研究部#4）
- クロちゃん（安田大サーカス）（料理部#4、鉄道研究部#1）
- 団長安田（安田大サーカス）（理科部#2、生物部#5・#7・#9・SP・#12・#14・#15、美術部#3）理科部の回では飛び入り出演。翌週の生物部で仮入部員に昇格した。
- 矢吹春奈（料理部#3）
- 山崎真実（書道部#1）
- 山里亮太（南海キャンディーズ）（文芸部#4※・#6、写真部#6）
- 良田莉菜（料理部#10）
- ロッチ（野球部#1、民俗学研究部#3、生物部SP強化合宿石垣島編、映画研究部#4）
- ローラ・チャン（民俗学研究部#2）
- ワッキー（ペナルティ）（食物部#8）
- 笑い飯（料理部#17）
  - 哲夫（笑い飯）（登山部）
- 武蔵 （料理部#18）
- 芹那（クイズ研究部#4）
- 島田秀平（登山部）

ナレーション
- 植田佳奈 CM入り前のアイキャッチ「よゐこ部、ファイ!」の掛け声や公式HP内において、次回予告と放送後の感想コーナー「佳奈のひとりごと」も担当。
- 安原聖晶 2010年9月28日放送のゲストナレーターとして、CM入り前のアイキャッチ「よゐこ部、ファイ!」の掛け声を担当[2]。

講師
- 遠藤真理子（音楽部）　吉竹史・斎藤裕美アナウンサーのサックスを指導。

その他
- 狩野英孝（弓道部#3※） 高校時代3年間弓道部に所属していた腕前を披露。
- 今出東二（美術部#2） 似顔絵のモデルとして出演。
- 古田新太（演劇部#1） 演劇部顧問として出演。
- 近藤亨アナウンサー（陸上部#2） 実況担当。
- 神谷明（漫画研究部#2） 漫画研究部OBとして出演。
- 阿藤快（料理部#5） カニ料理のプレゼンの審査員長として出演。
- 海原はるか（鉄道研究部#1） 阪神なんば線の沿線情報提供者として出演。
- 小島弘章（オーケイ）（鉄道研究部#1） 阪神なんば線の沿線情報提供者として出演。
- 岡山祐児（オーケイ）（鉄道研究部#1） 松竹ボクシング部の部員として出演。
- かみじょうたけし（鉄道研究部#1、食物部#11）松竹ボクシング部の部員、試食人として出演。
- 八木早希アナウンサー（食物部ソウル）携帯電話による国際電話の声のみ出演。
- 長戸勇人（クイズ研究部#3） クイズの問題を批評で出演。
- 渡辺真理（クイズ研究部#3） クイズの回答者兼審査員として出演。
- ぬまっち（クイズ研究部#3、食物部#11） クイズの回答者兼審査員、試食人として出演。
- 辰巳奈都子（写真部#7、料理部#13・18）グラビア登山撮影会、「突撃!芸能人の朝ごはん」「男の料理 決勝戦」出演。
- 立花ゆか（写真部#7）グラビア登山撮影会の被写体として出演。
- 水乃麻奈（写真部#7）グラビア登山撮影会の被写体として出演。
- 時東ぁみ（写真部#8）グラビア”素敵”撮影会の被写体として出演。
- 京本有加（写真部#8）グラビア”素敵”撮影会の被写体として出演。
- いとうあこ（写真部#8）グラビア”素敵”撮影会の被写体として出演。
- 石原あつ美（映画研究部#3） 濱口の恋人役で出演。（料理部#14）審査員で出演
- 小籔千豊（料理部#7）審査員で出演
- 末成由美（料理部#7）審査員で出演
- 諸見里大介（ハム）（料理部#8）審査員で出演
- 隅田美保（アジアン）（料理部#8）審査員で出演
- ガリガリガリクソン（料理部#11）審査員で出演
- 西森洋一（モンスターエンジン）（料理部#11）審査員で出演
- 本山香苗（写真部#9）グラビアの被写体として出演。
- 葵マリカ（写真部#9）グラビアの被写体として出演。
- 丸高愛実（写真部#9）グラビアの被写体として出演。
- 井森美幸（写真部#9）撮影モデル。
- 本多悟（料理部#8・#11・#12・#14）「よゐこ部カップ」や｢パンご飯グランプリ」の対戦相手
- マロン 板井典夫（料理部#12・18）｢パンご飯グランプリ」「男の料理 決勝戦」の審査員
- 井上裕介（NON STYLE）（料理部#13） 「突撃!芸能人の朝ごはん」出演。
- 平井善之（アメリカザリガニ）（料理部#13） 「突撃!芸能人の朝ごはん」出演。
- 藤井尚之 （食物部#10）試食人として登場。
- スチャダラパー （食物部#10）試食人として登場。
- エド・はるみ （食物部#10）試食人として登場。
- やのぱん（食物部#11）試食人として登場。
- 島田秀平（民俗学研究部#2）パワースポット案内人
- 加藤夏希（写真部#10）グラビアの被写体として出演。（料理部#17）審査員として出演。
- 赤井沙希（写真部#10）グラビアの被写体として出演。
- 春輝（写真部#10）グラビアの被写体として出演。
- 鈴木千絵里（写真部#10）グラビアの被写体として出演。
- パンチ佐藤（野球部#1）コーチとして出演。
- 磯山さやか（野球部#1）コーチとして出演。
- 岡田圭右（ますだおかだ）（野球部#1）コーチとして出演。
- 増田英彦（ますだおかだ） (食物部#14京阪沿線編）沿線グルメ情報提供のために出演。
- 森脇健児 (食物部#14京阪沿線編）試食人として出演。
- 日向千歩（4代目おけいはん） (食物部#14京阪沿線編) 試食人として出演。
- 哲夫（笑い飯）（料理部）審査員で出演
- 浅越ゴエ（料理部）審査員で出演
- 八木真澄（サバンナ）（料理部） 「突撃!芸能人の朝ごはん」出演。
- おかもとまり（料理部） 「突撃!芸能人の朝ごはん」出演。
- 夏川純（料理部） 「突撃!芸能人の朝ごはん」出演。
- 礼二（中川家）(食物部#14京阪沿線編) 京阪電鉄駅員役、千林商店街のオバチャン役で出演。
- 斉藤真木子(SKE48メンバー)(食物部#15名古屋編)試食人として出演。
- 高柳明音(SKE48メンバー)(食物部#15名古屋編)試食人として出演。
- 内山命(SKE48メンバー)(食物部#15名古屋編)試食人として出演。
- 宮地佑紀生 (食物部#15名古屋編） 試食人およびグルメ情報提供のために出演。
- おかまのKENちゃん (食物部#15名古屋編） 試食人として出演。
- 森はるか（料理部#17）審査員として出演。

注※印はVTRでの出演。

## 部訓
部活動を行うにあたり、部長である濱口が考えた部員の心構え。初期のころは実際に活動を始める前に、部長・濱口によって有野と吉竹が、これを強引に復唱させられて部活が始まるのがパターンであった。しかし、3の「部長は神様」は有野によって「部長は貧乏神様」などに言い換えられるノリがあった。現在も公式サイトなどに掲載されている。
1. 目標貫徹
2. 無我夢中
3. 部長は神様

## 活動内容
弓道部
弓道初心者である、よゐこ達三人が弓道初段を目指す。
合同練習という形で、甲南大学弓道部とともに活動中。
生物部
大阪城に棲む499種の生物を調査し、図鑑を作る事を目指し活動。
西表島での強化合宿で「大阪城の生き物図鑑」につける「別冊」を作成。
活動回数は番組中最多。2009年5月5日放送より大阪24区内に棲む499種の生物を調査し、図鑑を作る事を目指し「シーズン2」として活動再開。
奄美大島での強化合宿にて「大阪24区の生き物図鑑」につける「別冊」を作成。
2009年8月4日放送では、灘中学校生物研究部、京都産業大学附属高等学校生物部、京都大学大学院・海洋系チームと共に城北ワンドにて活動。
食物部
同一企画としての活動回数は生物部の図鑑作り（前述参照）に次いで2番目。消費したカロリー分の料理を堪能する「10000歩」に挑戦しながらグルメ探索。元は料理部の企画である。
音楽部
大阪城ホールでのコンサート開催を目標に、楽器を使える事を目指す。
ジョイントという形で、京都橘高等学校とともに活動中。
第2弾として、カッコブラス部（選手権）として活動中。
美術部
1. ボブ・ロスのDVDを見ながら30分で油絵を完成させた。
2. 講師を迎え毎日放送内で似顔絵を描いたのち、別の講師（ボブ･ロス画法公認師範）を迎え風景画をかいた。
3. 兵庫の町を42.195km走り、GPS機能を使って、町に巨大な絵を描いた。

写真部
1. 「愛」をテーマに街で写真撮影。
2. 金光大阪高等学校で「放課後」をテーマにアルバム作成。
3. 「夏の終わり」をテーマに須磨寺公園、須磨海水浴場で写真撮影。
4. 兵庫県立鈴蘭台西高等学校で「消えゆく学校の記憶」をテーマに写真撮影。
5. 乳ボーロの大阪前田製菓をもっともっと有名にするためのポスター用写真撮影。
6. 関西大学で「青春」をテーマに撮影。

理科部
1. 「コーナンでどーなん？大実験」――コーナンの駐車場を借りて、その場で材料を調達し、中学の理科の教科書に載っている実験を行う。
2. 「ミクロワールド　ウォッチング」――夙川の河川敷で、BANDAIのデジタル顕微鏡「アイクロップス」を使って様々なミクロの世界を観察する。
3. A2のケント紙のみを使用し、高さ10mから卵を落下させ、割れないように工夫する「エッグドロップ」という物理の実験に挑戦。
4. 「無重力実験」―― MBS開局60周年記念SP　ダイアモンドエアサービス㈱の無重力実験機をチャーターしてJAXAやNASAが決してやらないアホ実験に挑む。

陸上部
十種競技に挑戦中。
放送部
1. 梅花中学校・高等学校の放送部と共に、お昼の校内放送を行う。
2. 兵庫県立尼崎小田高等学校の放送部と共に、お昼の校内放送を行う。
3. 大阪学芸高等学校の放送部と共に、お昼の校内放送を行う。

料理部
1. 六甲山のキャンプ場でカレー作りに挑戦。
2. 氷点（摂氏0度）のチルド倉庫でラーメン作りに挑戦。
3. 本当に一番の大好物を入れる本物のお好み焼き作りに挑戦。
4. 消費したカロリー分の料理を堪能する「生野区10000歩」に挑戦しながらグルメ探索。好評につき食物部として独立。
5. ズワイガニを使った料理を部員がプレゼンし、最高の食べ方を決定。
6. 大阪第一国際交流会館を訪れ、「第1回　WYC（ワールド夜食クラシック）」を開催。
7. 「インスタントラーメン・オリジナル料理 よゐこ部カップ」を開催。
8. パンを材料に料理を作る「パンご飯グランプリ」を開催。

文芸部
1. 言葉をつづる文芸の極みであるラブレターを書くことに挑戦。
2. 甲南高等学校で俳句甲子園流の熱い戦いに挑戦。
3. 1400人の一般参加の仮入部員と一緒に、ラブレターを紙飛行機にした「ラブ飛行機」飛ばしに挑戦。
4. 恋のHow to が学べる「恋のいろはカルタ」作りに挑戦。
5. 恋のHow to が学べる「恋のいろはカルタ」作りに挑戦2

図工部
1. 巨大折り紙船で淀川横断に挑戦。
2. 巨大風船で淀川横断に挑戦。

演劇部
1. 最高の演技でよゐこ部のPRビデオを作成。

漫画研究部
1. 中学生、高校生、社会人に、それぞれのテーマに沿って推薦漫画を決定。
2. 京都国際マンガミュージアムにて「声に出して読みたい漫画」の朗読会を行う。

書道部
1. 立命館宇治高等学校の書道部でパフォーマンス書道を学び挑戦。

民俗学研究部
部員たちでそれぞれの伝説・食文化・交通を発表しあう。
1. 研究地域「大阪」

自動車部
1. 巨大な建設機械を操縦し、風船割り、ドラム缶積み、ダーツなどの競技に挑戦。

帰宅部
よゐこ部の今後の発展を目指して「ダメ出し会」を行う。
鉄道研究部
阪神なんば線の沿線ガイドマップを作成。
クイズ研究部
町に繰り出し面白いクイズを作って出題する。
映画研究部
漫画の不完全実写化と題し、さまざまな漫画の1シーンを再現しようとするもの。
野球部
女子プロ野球の始球式に参加した。
アイドル研究部
街の人々の中からアイドルグループのメンバーを探し出す。
登山部
ラブ登山と題して、男女3人ずつが一緒に山登りをしながら仲良くなって最後に意中の相手に告白をするという合同ハイキングを行った。

### 新部採用願
よゐこ部で行ってほしい新たな部「新部」を仮入部員がVTRでプレゼンし、よゐこと吉竹アナに評価してもらうコーナー。
海原はるか
- バスケットボール部

小籔千豊
- ビスケットクラ部
  - 小籔がファンである加護亜依と楽しくロケをするという部。「ビスケットクラブ」は加護のブログ名。

天津・向
- ダンス部
  - らき☆すたのオープニングダンスを踊る部。VTRには天津の木村卓寛、プルートボブのボブ、金城真央、ぬまっちらが出演。

斎藤裕美
- 千円理科部
  - 千円以下で材料を買い、何かを作るという部。傘、アルミなどを使いラジオを作った。目標は「吉竹史出演のラジオを聴く」であったが、ABCラジオ（1008kHz）とNHK大阪放送局（第1・666kHz、第2・828kHz）しか聴けなかった（MBSラジオは1179kHz）。

## 放送リスト

### 2008年
| 2008年放送リスト | 2008年放送リスト   | 2008年放送リスト | 2008年放送リスト                                                                              | 2008年放送リスト                  | 2008年放送リスト |
| 回数             | 放送日（毎日放送） | 部活動           | 備考                                                                                          | 仮入部員                          |                  |
| ---------------- | ------------------ | ---------------- | --------------------------------------------------------------------------------------------- | --------------------------------- | ---------------- |
| 第001回          | 2008年4月8日       | 弓道部           | 甲南大学の弓道部に合同練習                                                                    | -                                 |                  |
| 第002回          | 2008年4月15日      | 生物部           | 大阪城の生物図鑑写真入りで499種類掲載をめざす                                                 | -                                 |                  |
| 第003回          | 2008年4月22日      | 音楽部           | 大阪城ホールでの音楽コンサート開催を目指す                                                    | -                                 |                  |
| 第004回          | 2008年4月29日      | 美術部           | 油絵を完成させる                                                                              | -                                 |                  |
| 第005回          | 2008年5月6日       | 弓道部           | 再び、甲南大学の弓道部に合同練習。さらに、1ヶ月自主練習                                       | -                                 |                  |
| 第006回          | 2008年5月13日      | 写真部           | 専門学校に向かい、スタジオで商品撮影の仕方やモデル撮影の仕方を勉強                            | -                                 |                  |
| 第007回          | 2008年5月20日      | 生物部           | 前回のリベンジに挑むが、有野・吉竹は前回の失敗でテンションが上がらない様子                    | -                                 |                  |
| 第008回          | 2008年5月27日      | 理化部           | 今回の実験「フワフワクラゲ」・「人間電気リレー」・「2階からストロー」                         | -                                 |                  |
| 第009回          | 2008年6月3日       | 音楽部           | 京都橘高校の吹奏楽部を訪れて、パーカッションに挑戦                                            | -                                 |                  |
| 第010回          | 2008年6月10日      | 陸上部           | 最高の舞台である長居陸上競技場を貸切り。 今回は100m走・走り幅跳び・砲丸投げ・400m走に挑戦する | -                                 |                  |
| 第011回          | 2008年6月17日      | 放送部           | 有野不在の放送部にあの人が・・・                                                              | 角淳一                            |                  |
| 第012回          | 2008年6月24日      | 生物部           | 生き物の気配が濃厚な大阪城の北外濠で調査                                                      | -                                 |                  |
| 第013回          | 2008年7月1日       | 写真部           | 金光大阪高校の写真部を訪れて、テーマ「放課後」の写真を撮りまくる                              | 小籔千豊                          |                  |
| 第014回          | 2008年7月8日       | 放送部           | 兵庫県立尼崎小田高校の放送部を訪問                                                            | TKO                               |                  |
| 第015回          | 2008年7月15日      | 生物部           | 舞台を北外堀から内堀に移し、新たな生物発見に挑む                                              | なすなかにし                      |                  |
| 第016回          | 2008年7月22日      | 弓道部           | 有野復活!!3回目の今回も甲南大学弓道にお邪魔して、いよいよ本格的に的を射ることに挑戦する       | -                                 |                  |
| 第017回          | 2008年7月29日      | 理科部           | 「ミクロワールドウォッチング」をテーマに、普段は目に見えない小さなミクロの世界をのぞき見る    | 団長（安田大サーカス）            |                  |
| 第018回          | 2008年8月5日       | 生物部           | 生物部第5弾!カメ専用モンドリアン（戻り網）登場                                                | 団長（安田大サーカス）            |                  |
| 第019回          | 2008年8月12日      | 生物部           | 今回はもう一方の悲願であった鯉の撮影に専念する                                                | TKO                               |                  |
| 第020回          | 2008年8月19日      | 料理部           | 最高のカレー作りに挑戦!                                                                       | 杉浦太陽 森下千里 木下隆行（TKO） |                  |
| 第021回          | 2008年8月26日      | 写真部           | 「夏の終わり」をテーマにした写真を作るため、須磨海水浴場で部活を行う                          | TKO                               |                  |

## 主題歌
- THE イナズマ戦隊 「いばら道」（2008年4月 - 2009年3月）

## スタッフ
- 構成：増山実、鹿児島俊光、上室尚子、ハスミマサオ
- リサーチ：杉森敏博
- CAM（カメラマン）：武田和仁、津田欣典、山地俊和
- LM（ライティングマネージャー）：田村政人
- AUD（オーディオ音声）：越中丈司、伊藤公雄、松岡奈央子
- VE（ビデオエンジニア）：安田すすむ
- EED（ビデオ編集）：露口三郎・三木直哉・佐藤雅哉（毎日放送）
- MA（マルチオーディオ編集）：豊島淳、前川智章
- 音効：景山佳彦
- 美術：水速賢・中西勇二（毎日放送）
- タイトル：神谷明子
- タイトルCG：塩見晃生
- 車両：堀田茂彦、先田義孝
- 番組宣伝：塩濱誠彦（毎日放送）
- WEB：細慶行
- AD（アシスタントディレクター）：小林雄志（愛称"こばやん"。番組内で特にいじられることが多い）、中口慶三、近藤拓也、高橋真由美
- AP（アシスタントプロデューサー）：松本みゆき（毎日放送）、西美和（松竹芸能）
- ディレクター：阿部淳人（MBS企画）、渡辺智之・久保隆宏（ブリッジ）、堀一範（frog）、坂本丈一（侍）
- チーフディレクター：京原雄介（毎日放送）
- プロデューサー：岸本孝博（毎日放送）、小川純一・高山良寛（松竹芸能）
- 技術協力：mabu、サウンドエースプロダクション、音選屋
- 美術協力：つむら工芸、タイトルラボ、堺かつら、ビーム、南国クリエイティブ、デンコー
- 車両協力：フォレスト
- スタッフ協力：MBS企画、ブリッジ、mawberrys、Jワークス、東通企画、侍
- 制作協力：松竹芸能、シナプス
- 製作：毎日放送

### 過去のスタッフ
- ディレクター：奥本宏幸（サイ・ゴン）
- AD（アシスタントディレクター）：山本敦之
- 番組宣伝：辻井恵子（毎日放送）

## ネット局

### 番組終了時放送されていた局
地上デジタル放送では全ての放送局でハイビジョン放送。
| 放送対象地域 | 放送局                                   | 系列    | 放送曜日・放送時間               | 放送形態       | 放送日の遅れ |
| ------------ | ---------------------------------------- | ------- | -------------------------------- | -------------- | ------------ |
| 近畿広域圏   | 毎日放送（MBSテレビ） 「よゐこ部」製作局 | TBS系列 | 毎週火曜 23:55 - 翌0:55          | オリジナル版   | -            |
| 長野県       | 信越放送（SBC）                          | TBS系列 | 毎週火曜（月曜深夜） 0:45 - 1:15 | 30分バージョン | 不明         |
| 長崎県       | 長崎放送（NBC）                          | TBS系列 | 毎週水曜 19:30 - 20:00           | 30分バージョン | 不明         |
| 宮崎県       | 宮崎放送（MRT）                          | TBS系列 | 毎週土曜 15:30 - 16:00           | 30分バージョン | 不明         |
| 鹿児島県     | 南日本放送（MBC）                        | TBS系列 | 毎週金曜（木曜深夜） 0:10 - 0:40 | 30分バージョン | 不明         |
| 沖縄県       | 琉球放送（RBC）                          | TBS系列 | 毎週火曜（月曜深夜） 0:20 - 0:50 | 30分バージョン | 不明         |
| 北海道       | 北海道放送（HBC）                        | TBS系列 | 不定期放送                       | 30分バージョン | 不明         |

### 過去に放送していた局
| 放送対象地域   | 放送局                | 系列    | 放送曜日・放送時間               | 放送形態                      | 放送期間                      |
| -------------- | --------------------- | ------- | -------------------------------- | ----------------------------- | ----------------------------- |
| 中京広域圏     | CBCテレビ             | TBS系列 | 毎週木曜 23:55 - 翌0:55          | オリジナル版                  | 2007年11月1日 - 2008年9月25日 |
| 新潟県         | 新潟放送（BSN）       | TBS系列 | 毎週火曜 23:55 - 翌0:55          | オリジナル版                  | 2009年4月 - 2009年9月29日     |
| 岡山県・香川県 | 山陽放送（RSK）       | TBS系列 | 毎週金曜（木曜深夜） 0:30 - 1:00 | オリジナル版 ↓ 30分バージョン | 2008年4月10日 - 2010年1月8日  |
| 大分県         | 大分放送（OBS）       | TBS系列 | 毎週火曜（月曜深夜） 0:29 - 1:29 | オリジナル版                  |                               |
| 関東広域圏     | TBSテレビ（TBS）      | TBS系列 | 毎週金曜（木曜深夜） 0:55 - 1:25 | 30分バージョン                | 2009年4月18日 - 2010年9月24日 |
| 山形県         | テレビユー山形（TUY） | TBS系列 | 毎週土曜（金曜深夜） 0:20 - 0:50 | 30分バージョン                | 2010年8月14日 - 2010年9月25日 |
| 鳥取県・島根県 | 山陰放送（BSS）       | TBS系列 | 毎週土曜（金曜深夜） 0:20 - 0:50 | 30分バージョン                | 2010年8月14日 - 10月2日       |

このほか、長崎放送が単発扱いで2009年12月20日の午後に放送した（内容は不明）ほか、ほかのTBS系列局でも、単発で放送した可能性がある。
テレビユー福島で2010年9月27日〜9月30日まで放送していた。

### TBSテレビ・山陽放送での放送形態
TBSテレビの場合
- TBSでは2008年10月6日（5日深夜）1:24 - 2:18に、「料理部#1」を放送。2009年3月までは主に第1日曜日に放送していた（11月は2日と30日に放送）。このため、本番組放送の週は『メガデジ』が通常より24分繰り下げられ1:44開始となっていた。
  - ただし第2日曜日は『松本見聞録』、第3日曜日は『報道の魂』が、それぞれ同時間帯に放送されるため、本番組が放送されることは無かった。例外として2009年2月分は、第1週の1日に特別番組が組まれたため、代替として翌週の8日に『松本見聞録』に続けて放送した。第4週以降の日曜日は本番組が放送されることもあれば、放送無し（後続の『メガデジ』が繰り上がる）のこともある。
- 2009年4月18日からは、毎週土曜日の夕方17:00 - 17:30にレギュラー番組として放送される。TBSでのレギュラー初回放送は毎日放送が2009年1月に放送された回だった。以降、これまでに毎日放送で放送された1時間オリジナル版を30分バージョンに、もしくは2回分に分けて再編集したものが放送されている。例外として2010年2月20日の放送では初めて1時間オリジナル版（毎日放送で2009年12月1日放送分）が放送された。
- 2010年4月からは上記のとおり木曜深夜の放送となる。
- 公式サイトでの放映リストが、1時間オリジナルの関西バージョンと、30分関東バージョンの2つに分けられて紹介されている。また、2009年秋までは『よゐこ部』は毎日放送製作ローカルバラエティ番組の中で唯一TBSへ逆ネットする番組だった（その後『ロケみつ』の一部企画を土曜深夜に部分ネット → 2010年6月12日よりレギュラー放送が開始した。）。
- 2010年9月23日をもってTBSの放送は打ち切り。

山陽放送の場合
- 山陽放送ではTBSより前、2008年4月の番組開始時からネットしていた。2009年3月までは木曜日（水曜日深夜）0:59 - 1:59の放送（毎日放送から8日遅れ）であったが、2009年4月からは金曜（木曜深夜）0:30での放送（30分バージョンを放送しているTBSから5日遅れの形）となっていた。その際、放送枠が60分から30分に短縮となったため、TBSと同じく30分バージョンに再編集したものが放送されるようになった。これは編成上の都合で『木曜ミッドナイト』枠の第2部扱いとなっていとして（山陽放送ホームページのテレビ番組表やEPG番組表上のみ。テレビ欄上は独立されている。ちなみに第1部は『あらびき団（TBS制作・TBSより1日遅れのネット）』→『金曜ナイト劇場・深夜食堂』）。
- 第1回より1時間のオリジナルバージョンをネットしていたため、30分編集しているとはいえ事実上の再放送となっている。番組の掲示板では「60分バージョンに戻してほしい」という意見が少数ながらあがっているが、2010年1月7日の放送をもって打ち切られた。なお、後枠には同じ毎日放送製作の『ロケみつ』の「四国一周ブログ旅完全版」を1月21日から放送している（その後、同年5月からMBSとの同時ネットでのレギュラー放送へ移行）。

## DVD

### DVD第1弾
| 2009年12月16日発売 発売元：毎日放送 販売元：ワーナー・ホーム・ビデオ 各2980円 | 2009年12月16日発売 発売元：毎日放送 販売元：ワーナー・ホーム・ビデオ 各2980円 | 2009年12月16日発売 発売元：毎日放送 販売元：ワーナー・ホーム・ビデオ 各2980円 |
| ----------------------------------------------------------------------------- | ----------------------------------------------------------------------------- | ----------------------------------------------------------------------------- |
| よゐこ部 Vol.1 生物部〜生物部強化合宿in西表島編〜                             | 収録内容：生物部・生物部強化合宿in西表島編                                    |                                                                               |
| よゐこ部 Vol.1 生物部〜生物部強化合宿in西表島編〜                             | 特典映像(1)：『完全録り下ろし!有野部員の副音声解説』                          |                                                                               |
| よゐこ部 Vol.1 生物部〜生物部強化合宿in西表島編〜                             | 特典映像(2)：『ナレーター植田佳奈さんのよゐこ部ファイ!12変化 Part1』          |                                                                               |
| よゐこ部 Vol.1 生物部〜生物部強化合宿in西表島編〜                             | 特典映像(3)：『団長安田と小阪由佳の寝起きドッキリ完全版』                     |                                                                               |
| よゐこ部 Vol.2 図工部〜折り紙の船と風船の船で淀川横断編〜                     | 収録内容：淀川横断巨大折り紙編／淀川横断風船船編                              |                                                                               |
| よゐこ部 Vol.2 図工部〜折り紙の船と風船の船で淀川横断編〜                     | 特典映像(1)：『完全録り下ろし!有野部員の副音声解説』                          |                                                                               |
| よゐこ部 Vol.2 図工部〜折り紙の船と風船の船で淀川横断編〜                     | 特典映像(2)：『ナレーター植田佳奈さんのよゐこ部ファイ!12変化 Part2』          |                                                                               |
| よゐこ部 Vol.2 図工部〜折り紙の船と風船の船で淀川横断編〜                     | 特典映像(3)：『折り紙船、風船船の乗船から上陸まで完全版』                     |                                                                               |
| よゐこ部 Vol.3 料理部〜本物のお好み焼き編と六甲山のキャンプ場でカレー作り編〜 | 収録内容：本物のお好み焼き編／六甲山のキャンプ場でカレー作り編                |                                                                               |
| よゐこ部 Vol.3 料理部〜本物のお好み焼き編と六甲山のキャンプ場でカレー作り編〜 | 特典映像(1)：『完全録り下ろし!有野部員の副音声解説』                          |                                                                               |
| よゐこ部 Vol.3 料理部〜本物のお好み焼き編と六甲山のキャンプ場でカレー作り編〜 | 特典映像(2)：『ナレーター植田佳奈さんのよゐこ部ファイ!12変化 Part3』          |                                                                               |
| よゐこ部 Vol.3 料理部〜本物のお好み焼き編と六甲山のキャンプ場でカレー作り編〜 | 特典映像(3)：『吉竹アナのグルメリポート（久留米の美味しい店をリポート）』     |                                                                               |

### DVD第2弾
| 2010年3月17日発売 発売元：毎日放送 販売元：ワーナー・ホーム・ビデオ 各2980円 | 2010年3月17日発売 発売元：毎日放送 販売元：ワーナー・ホーム・ビデオ 各2980円 | 2010年3月17日発売 発売元：毎日放送 販売元：ワーナー・ホーム・ビデオ 各2980円 |
| ---------------------------------------------------------------------------- | ---------------------------------------------------------------------------- | ---------------------------------------------------------------------------- |
| よゐこ部 Vol.4 生物部〜生物部合宿in奄美大島編〜                              | 収録内容：生物部第2弾・生物部強化合宿in奄美大島編                            |                                                                              |
| よゐこ部 Vol.4 生物部〜生物部合宿in奄美大島編〜                              | 特典映像(1)：『完全録り下ろし!有野部員の副音声解説』                         |                                                                              |
| よゐこ部 Vol.4 生物部〜生物部合宿in奄美大島編〜                              | 特典映像(2)：『ぬまっちの奄美大島リベンジ編』                                |                                                                              |
| よゐこ部 Vol.4 生物部〜生物部合宿in奄美大島編〜                              | 特典映像(3)：『植田佳奈さんの（秘）キャラナレーションVol.1』                 |                                                                              |
| よゐこ部 Vol.5 文芸部〜恋のいろはカルタ編3部作〜                             | 収録内容：文芸部〜恋のいろはカルタ編〜3部作                                  |                                                                              |
| よゐこ部 Vol.5 文芸部〜恋のいろはカルタ編3部作〜                             | 特典映像(1)：『完全録り下ろし!有野部員の副音声解説』                         |                                                                              |
| よゐこ部 Vol.5 文芸部〜恋のいろはカルタ編3部作〜                             | 特典映像(2)：『採用・不採用カルタ未公開映像』                                |                                                                              |
| よゐこ部 Vol.5 文芸部〜恋のいろはカルタ編3部作〜                             | 特典映像(3)：『植田佳奈さんの（秘）キャラナレーションVol.2』                 |                                                                              |
| よゐこ部 Vol.6 理科部〜ミクロワールドウォッチング編とエッグドロップ編〜      | 収録内容：理科部 ミクロワールドウォッチング編／エッグドロップ編              |                                                                              |
| よゐこ部 Vol.6 理科部〜ミクロワールドウォッチング編とエッグドロップ編〜      | 特典映像(1)：『完全録り下ろし!有野部員の副音声解説』                         |                                                                              |
| よゐこ部 Vol.6 理科部〜ミクロワールドウォッチング編とエッグドロップ編〜      | 特典映像(2)：『斎藤ANがリベンジしたエッグドロップの全編』                    |                                                                              |
| よゐこ部 Vol.6 理科部〜ミクロワールドウォッチング編とエッグドロップ編〜      | 特典映像(3)：『植田佳奈さんの（秘）キャラナレーションVol.3』                 |                                                                              |